# Paraeboria
Paraeboria is een geslacht van spinnen uit de familie hangmatspinnen (Linyphiidae).

## Soorten
De volgende soorten zijn bij het geslacht ingedeeld:
- Paraeboria jeniseica (Eskov, 1981)